# Vladîslavciîk, Monastîrîșce
Vladîslavciîk (în ucraineană Владиславчик) este o comună în raionul Monastîrîșce, regiunea Cerkasî, Ucraina, formată numai din satul de reședință.

## Demografie
Componența lingvistică a comunei Vladîslavciîk
     Ucraineană (99,55%)
     Alte limbi (0,45%)
Conform recensământului din 2001, majoritatea populației comunei Vladîslavciîk era vorbitoare de ucraineană (99,55%), existând în minoritate și vorbitori de alte limbi.